# Luca Pferdmenges
 (novembre 2022).
La mise en forme du texte ne suit pas les recommandations de Wikipédia : il faut le « wikifier ».
Les points d'amélioration suivants sont les cas les plus fréquents :
- Les titres sont pré-formatés par le logiciel. Ils ne sont ni en capitales, ni en gras.
- Le texte ne doit pas être écrit en capitales (les noms de famille non plus), ni en gras, ni en italique, ni en « petit »…
- Le gras n'est utilisé que pour surligner le titre de l'article dans l'introduction, une seule fois.
- L'italique est rarement utilisé : mots en langue étrangère, titres d'œuvres, noms de bateaux, etc.
- Les citations ne sont pas en italique mais en corps de texte normal. Elles sont entourées par des guillemets français : « et ».
- Les listes à puces sont à éviter, des paragraphes rédigés étant largement préférés. Les tableaux sont à réserver à la présentation de données structurées (résultats, etc.).
- Les appels de note de bas de page (petits chiffres en exposant, introduits par l'outil «  Source ») sont à placer entre la fin de phrase et le point final[comme ça].
- Les liens internes (vers d'autres articles de Wikipédia) sont à choisir avec parcimonie. Créez des liens vers des articles approfondissant le sujet. Les termes génériques sans rapport avec le sujet sont à éviter, ainsi que les répétitions de liens vers un même terme.
- Les liens externes sont à placer uniquement dans une section « Liens externes », à la fin de l'article. Ces liens sont à choisir avec parcimonie suivant les règles définies. Si un lien sert de source à l'article, son insertion dans le texte est à faire par les notes de bas de page.
- La présentation des références doit suivre les conventions bibliographiques. Il est recommandé d'utiliser les modèles {{Ouvrage}}, {{Chapitre}}, {{Article}}, {{Lien web}} et/ou {{Bibliographie}}. Le mode d'édition visuel peut mettre en forme automatiquement les références.
- Insérer une infobox (cadre d'informations à droite) n'est pas obligatoire pour parachever la mise en page.

Pour une aide détaillée, merci de consulter Aide:Wikification.
Si vous pensez que ces points ont été résolus, vous pouvez retirer ce bandeau et améliorer la mise en forme d'un autre article.
Luca Pferdmenges, né le 24 août 2001 à Mönchengladbach, est un jongleur et influenceur allemand. Pferdmenges est devenu populaire en Allemagne après avoir atteint la finale de l'émission de télévision allemande « Superkids »,. Il est reconnu comme l’un des meilleurs jongleurs techniques au monde et il figurait sur la liste Forbes 30 Under 30 en 2022.

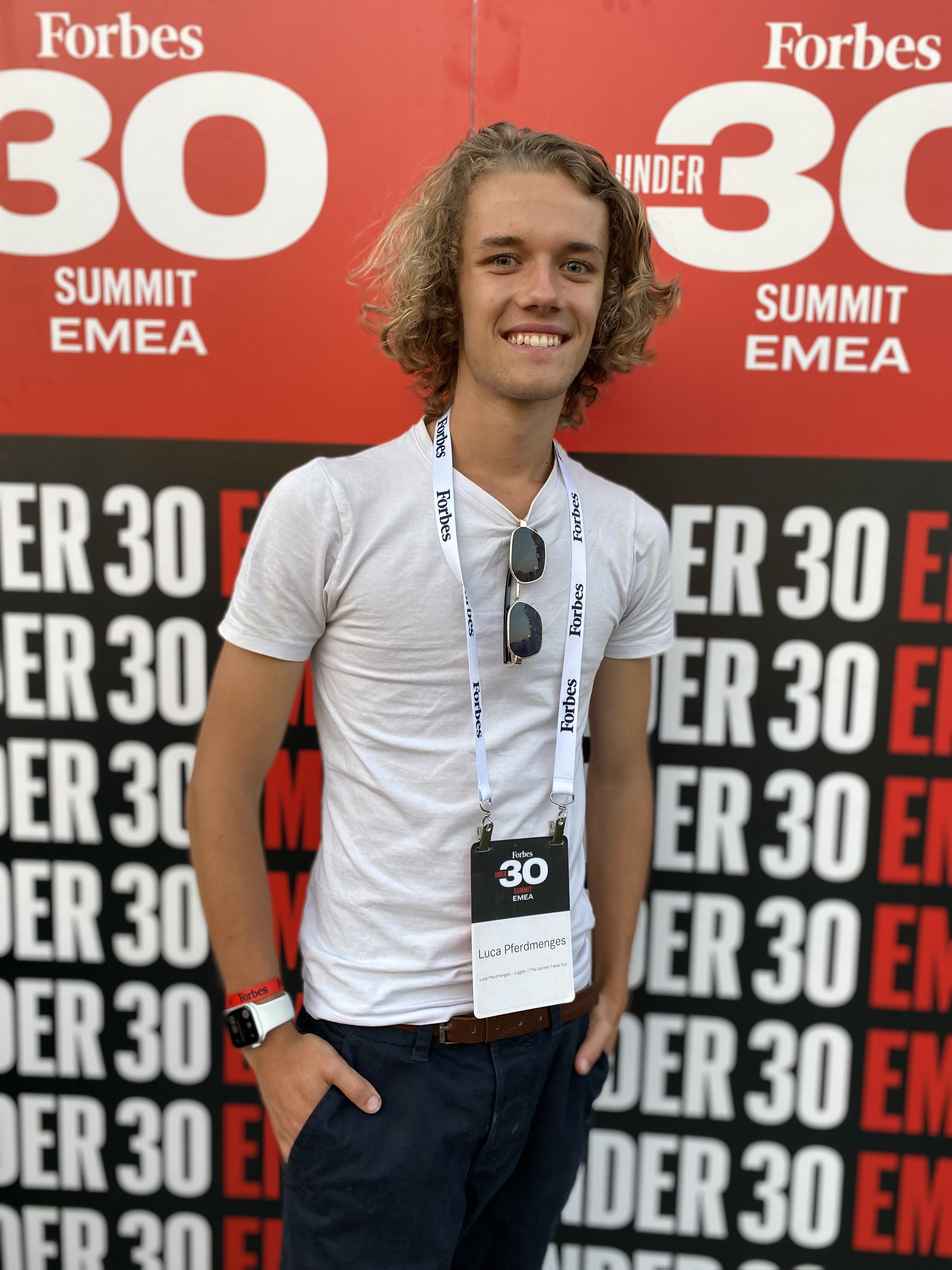
Luca Pferdmenges en 2022

## Carrière
Pferdmenges essaie de devenir le plus jeune homme à visiter tous les pays du monde. Il est également connu sous le nom de The German Travel Guy. Sur les réseaux sociaux, il compte plus de 2,5 millions de followers. En juillet 2016, Pferdmenges est apparu dans l'émission de talents allemande Superkids et s'est qualifié pour la finale de l’émission,. 
Pferdmenges a participé aux « NK Jongleren » (Open Dutch Juggling Championships) en 2016 et 2017 et a remporté plusieurs titres. Il a été choisi par le journal Rheinische Post comme personne de l'année à Mönchengladbach en 2021.
En 2022, il a été choisi par le magazine Forbes comme l'une des personnes sur la liste Forbes 30 Under 30 dans la catégorie « sports », aux côtés de Kylian Mbappe et d'autres,.
Il a publié deux livres en allemand, Jonglieren wie ein Profi (2022) et Billig Reisen (2022). Il parle allemand, anglais, français, espagnol et hébreu,.

## Records du monde
Selon Guinness World Records, Pferdmenges détient plusieurs records du monde de jonglage :
- La plupart des balles passées par un duo en jonglant - 16 balles (avec Daniel Ledel)[13]

- La plupart des captures consécutives en jonglage côte à côte par une équipe de deux - 901 prises (avec Jan Daumin)[14]

- La plupart des rotations à 360 degrés tout en jonglant avec quatre objets en une minute - 29 rotations[15]

- La plupart des captures consécutives de jonglage en backcross (trois objets) - 1 249 prises[16]

Pferdmenges a figuré dans l'édition allemande du Guinness World Records 2022 avec deux de ses records,.